# Toftåsa myrs naturreservat
Toftåsa myr är ett naturreservat i Almundsryds socken i Tingsryds kommun i Småland (Kronobergs län).
Reservatet är skyddat sedan 1986 och uppgick till större delen 2019 i Åsnens nationalpark och kvarvarande del är därefter 2.5 ha stort. Det är beläget nordväst om Tingsryds tätort på en udde i sjön Åsnens södra del. Till största delen består området av en myr av högmossetyp.

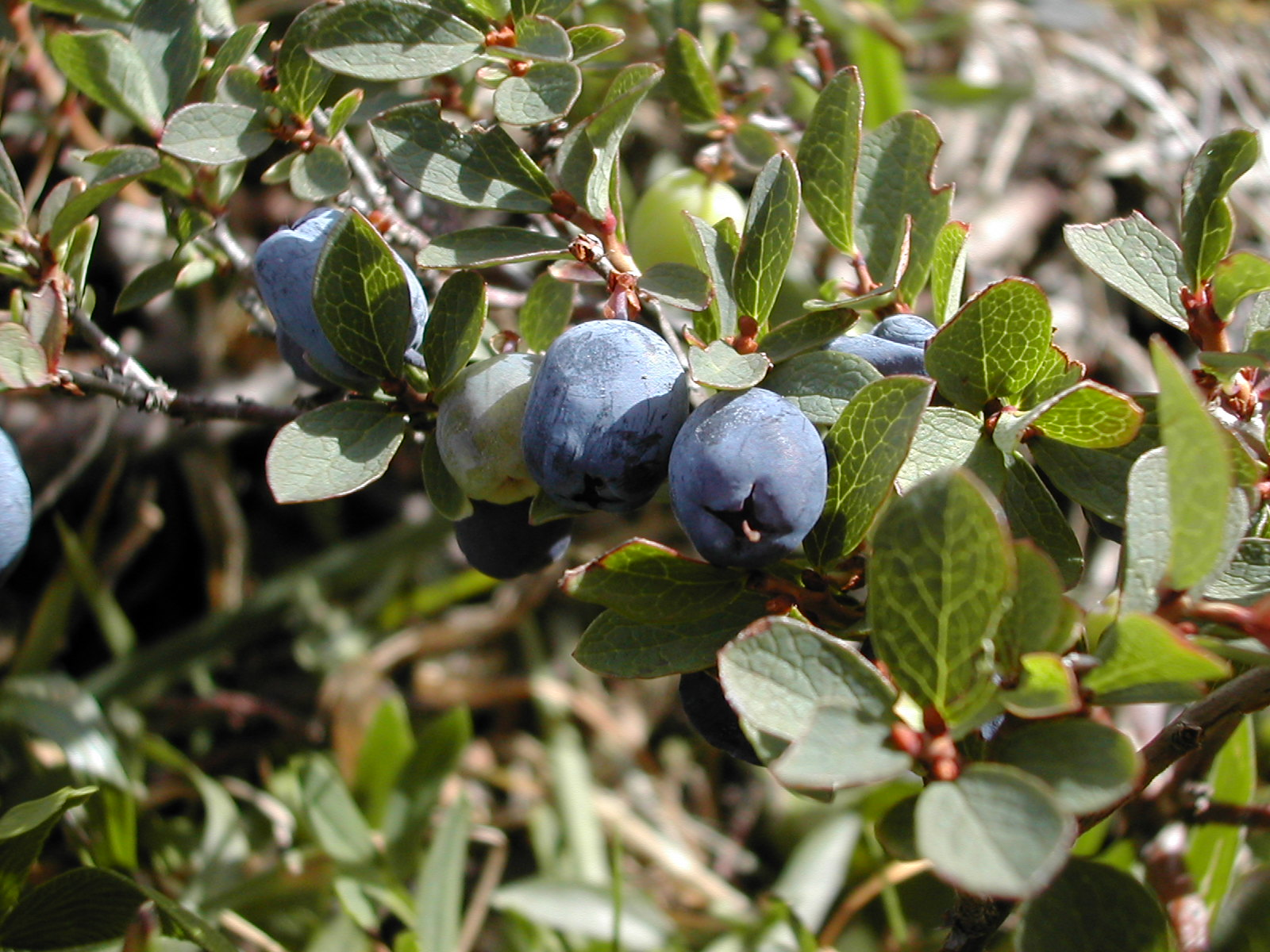
Odonbär, både mogna och omogna

I myrens norra del ligger sjön Toftagöl, omgiven av gammal tallskog. I reservatets östra del ligger Svartsjön. Strax väster om sjön på Tranholmen växer mycket gammal urskogsartad tall- och barrblandskog. Vissa träd är över 300 år gamla. På västra sidan gränsar reservatet till en rullstensås.
På de öppna delarna av myren dominerar ljung. Där växer även kråkris, tranbär, rosling, hjortron, starrarter, renlavar och vitmossor. På andra delar växer lingon, blåbär och odon.
Toftåsa myr finns med bland Naturvårdsverkets förslag på områden att ingå i en ny nationalpark.